# Äpplö
Äpplö är en ö i Finland. Den ligger i Skärgårdshavet och i kommunen Pargas i den ekonomiska regionen  Åboland i landskapet Egentliga Finland, i den sydvästra delen av landet. Ön ligger omkring 61 kilometer väster om Åbo och omkring 210 kilometer väster om Helsingfors.
Öns area är 1 444 hektar och dess största längd är 1,83 kilometer i nord-sydlig riktning. Ön höjer sig omkring 25 meter över havsytan.